# 12の二重奏曲
12の二重奏曲 ハ長調 K.487(496a) は、ヴォルフガング・アマデウス・モーツァルトが作曲した2つのホルン、または2つのバセットホルンのための室内楽曲。

## 概要
1786年7月27日にウィーンで作曲されたものであるが、どのような経緯で作曲されたかについては今のところ分かっていない。自筆譜に「九柱戯（ケーゲルシュピール）をしながら」と書かれていることから「ケーゲル・デュオ」とも呼ばれることもある。
全12曲からなるこの二重奏曲は、以前まではホルンのためのものであるかどうかは分かっていなかった。一般には12曲のセットとして出版されているが、モーツァルトの自筆譜では3曲（第1番、第3番、第6番）のみで残っているが、具体的な楽器指定も調性も分かっていない。そのためにそれ以外の各章がモーツァルトの真筆であるかどうか議論されている。当初ト音記号が書かれているという理由で2挺のヴァイオリン用とされたことがあったが、研究によって、記譜や音程から管楽器のために書かれたものと断定された。その後、ホルンには音が高すぎるということを根拠にバセットホルン用の作品という説が有力となったが、最近はホルン協奏曲を献呈されたロイトゲープをからかうために高音域を書いたとして、ホルン説も有力とされている。
演奏されることは極めて少ないが、使用される楽器はナチュラルホルンかバセットホルンが使われる。

## 構成
全12曲から構成されており、1曲の演奏時間は1分から3分であるが、全曲では約24分。
- 第1番 アレグロ
- 第2番 メヌエット.アレグレット
- 第3番 アンダンテ
- 第4番 ポロネーズ
- 第5番 ラルゲット
- 第6番 メヌエット
- 第7番 アダージョ
- 第8番 アレグロ
- 第9番 メヌエット
- 第10番 アンダンテ
- 第11番 メヌエット
- 第12番 アレグロ